# Anse à Bois Meré (zatoka po zachodniej stronie Chéticamp Island)
Anse à Bois Meré – zatoka (ang. cove, fr. anse) w kanadyjskiej prowincji Nowa Szkocja, w hrabstwie Inverness, po wschodniej stronie wyspy Chéticamp Island; nazwa urzędowo zatwierdzona 17 czerwca 1975, pochodząca od drewna wyrzucanego na brzeg.